# 女性色情演员
女性色情演員（英語：female porn actor）是指從事色情演出的女演員。一般來說，她們演出的作品除了色情片之外，還有各種成人寫真集和电视节目等。日本色情演員宣佈投入行業的舉動俗稱「下海」，而與片商合約期屆滿則被稱為「卒業」。
与“女性色情演员”相对，男性的色情从业者则称之为“男性色情演员”。

## 各地女性色情演員

### 中国大陆
色情产业在中国大陆为非法，但在中国大陆境外有一些大陆籍女性色情演员活跃。来自北京的英国留学生刘玥是最早一批在Pornhub实名制出演的色情演员。

### 香港
早期的香港女性色情演员甚少會在电影中曝露生殖器官。由於具有故事剧情而不是純粹以挑起觀看者感官為目的，就算劇情需要有全裸鏡頭出現，導演在拍攝時會要求女演員以膠紙遮蓋重要部位，但可露出陰毛。雖然是由香港制作，但除了好幾位本地艷星外，大部份在香港三級片中那些不俱知名度，只負責充當裸露角色的女演員都是招聘於台灣，東南亞，甚至日本等地方。
在1995年, 由影星李華月自導自演的三級片《血戀》，是第一部將女演員生殖器官直接攝進鏡頭和要求演員在鏡頭前作真實性交的三級片。由於當時在香港主流戲院從未上演過演員「打真軍」的畫面，此片曾被香港電檢處列為禁止放映類別，最終經兩次删剪後才獲許於戲院上映。但觀眾卻可於光碟版本中觀看此片的未經删剪版本。

### 美國
美國第一位公認的色情女性影星就是參演1972年電影《深喉》的琳達·拉芙蕾絲。此片成功在全球獲得過億元的利潤，導致後來色情電影如雨後春荀，譬如《綠門之後》、《貝多芬小姐的啟蒙》、《瓊斯小姐內心的魔鬼》等等。這成了美國1980年代色情黃金時期。

### 日本
日本把在色情电影中进行性表演的女演员叫做，有别于把出演真槍實彈色情片的女演员叫做（AV是的縮寫）。在日语漢字詞彙中，“優”意即“演員”，引用了中文古書以「優伶」一詞表示戲子、演員的意思，“女優”即為“女演員”。
色情录像带在日本普及之前，以日活浪漫色情为代表的色情电影，因刺激日本观众对性的好奇心而成为大受欢迎的电影类型。有因出演色情电影大受欢迎的女性色情演员，后来转行成为普通剧集、电影的演员，比如宫下顺子、美保纯等，所以有人认为出演色情电影是踏入演艺圈的“跳板”。也有像小田薰那样从普通的女性色情演员转行成为AV女优的例子。

## 相关新闻

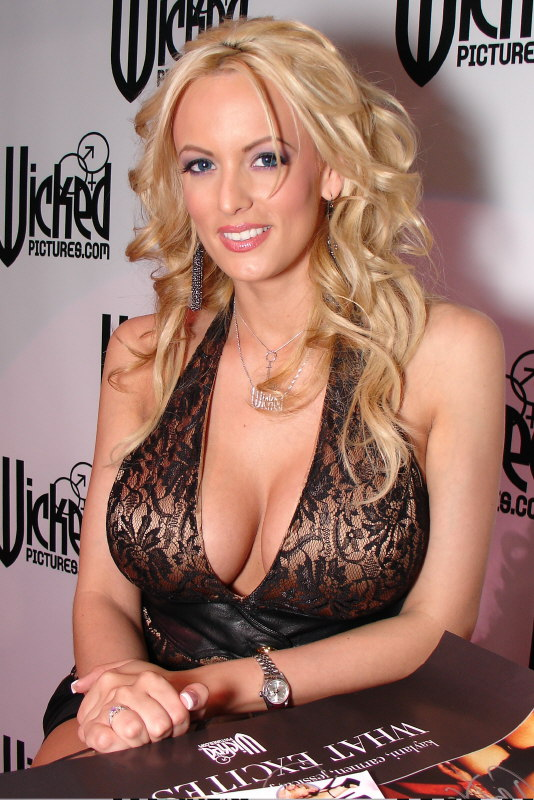
史多美·丹尼尔（摄于2007年1月）

美国女性色情演员史多美·丹尼爾曾自稱與美國總統唐纳德·特朗普发生过性關係。史多美于2011年接受媒体采访时表示，特朗普在妻子梅拉尼娅2006年刚生下儿子之后，就和自己发生了性关系。
史多美评论特朗普的床上表现：“（与特朗普上床）就像教科书里教的那样，一点都不疯狂，只有一个（性）姿势，就像他那个年龄的人应该做的那样。” 当时特朗普坐在床上对她说“过来吧”，之后两人便开始亲吻上床。事后特朗普还请史多美在她的色情片作品《3 Wishes》上面签名。
之后特朗普大概每隔10天就给史多美打一次电话，并承诺会捧红她，让她上更多的电视节目。特朗普甚至还将史多美和自己的美女执行副总裁、白宫总统顾问伊万卡·特朗普作比较。特朗普告诉史多美，她让他想起自己的女儿，美丽又聪明。史多美也称赞特朗普是个有魅力的人，“无论你是否是他的粉丝，我一直不是，但你必须承认他很有魅力。”2007年7月，特朗普还邀请了史多美到洛杉矶的比弗利山庄酒店，特朗普在那里告诉了史多美，他无法安排她出演“真人秀”节目。之后特朗普便开始减少与史多美的通电话次数，直到2010年彻底断了联系。
在2016年的总统大选前，特朗普的私人律师迈克尔·科恩向史多美支付了13万美元的“封口费”。史多美的丈夫克雷恩知道了自己被戴绿帽后，以妻子对婚姻不忠为由向德州法院诉请离婚。